# 劉岳昭
劉 岳昭（りゅう がくしょう、Liú Yuèzhāo、1824年 - 1880年）は清の軍人・官僚。字は藎臣。
湖南省湘郷県（現在の漣源市楊市鎮）出身。太平天国の乱が発生すると湘軍に参加し、1856年より江西省を転戦し、知県・知府と昇進していった。1859年、太平天国の石達開軍が湖南省の宝慶を包囲すると援軍に駆けつけ、包囲を解くのに成功した。
1861年、駱秉章が四川総督に就任し、劉岳昭の部隊も随行することになった。四川に赴く途上、太平天国軍の陳玉成が湖北省に侵入して、随州を陥落させたので、駱秉章の命令で劉岳昭が救援に赴き、陳玉成軍を破っている。四川では石達開と戦い、貴州巡撫張亮基の推薦で、1863年に雲南按察使、1864年には雲南布政使に任命された。しかし任地には赴かずに引き続き四川での軍務にあたった。その後張秀眉率いるミャオ族の反乱の鎮圧の応援に貴州省に赴き、1866年に雲南巡撫に抜擢された。
1868年、雲貴総督となり、曲靖に駐屯して回民軍に占領された尋甸の攻撃にあたり、翌年に陥落させた。当時の雲南省では杜文秀率いる回民がおこしたパンゼーの乱で混乱しており、ただ雲南布政使の岑毓英の軍が最強という状況であった。劉岳昭は岑毓英を雲南巡撫に昇進させ、行動に掣肘を加えなかったので、岑毓英はその手腕を発揮することができた。こうして1872年、杜文秀の本拠地であった大理を陥落させ、パンゼーの乱の鎮圧に成功した。